# نبيل أبو ردينة
نبيل جورج عودة أبو ردينة (وُلد في 3 مايو 1946 في بيت لحم) سياسي فلسطيني والناطق الرسمي باسم الرئاسة الفلسطينية، ولد في مدينة بيت لحم وهو مسيحي أرثوذكسي. عمل أبو ردينة لسنوات طويلة مساعدًا لعضو اللجنة المركزية خليل الوزير الذي اغتالته إسرائيل عام 1988.
بعد اغتيال الوزير انتقل للعمل مع ياسر عرفات ناطقًا باسمه حتى وفاته عام 2004، كما استمر بالعمل خلال بمقر الرئاسة الفلسطينية بعد انتخاب الرئيس محمود عباس، وفي 15 سبتمبر 2005 مُنح رتبة وزير.
في سبتمبر 2009 سربت إشاعات تفيد بإصابة أبو ردينة بمرض يشبه إلى حدّ كبير مرض الرئيس الفلسطيني الراحل ياسر عرفات نتيجة تسمم تعرض له والتي نفتها الرئاسة الفلسطينية.